# Pòlib de Cos
Pòlib de Cos (grec antic: Polybus, llatí: Πολύβος) fou un metge grec, esmentat sovint per Galè, Apuleu Cels i Celi Aurelià. També en parla Plini el Vell.
Era deixeble d'Hipòcrates i també en va ser el seu gendre. Va viure a l'illa de Cos al segle iv aC. Junt amb els seus cunyats Dracó i Tèssal fou un dels fundadors de l'Escola dogmàtica, un dels corrents de la medicina del món grecollatí. Va ser enviat a l'estranger per Hipòcrates, juntament amb altres metges i alumnes durant una epidèmia de pesta a ajudar a algunes ciutats amb les seves habilitats mèdiques, i després va exercir la medicina al seu país.
Hom li atribueix diversos tractats que consten al Corpus hipocràtic.
- 1. Περὶ Φύσιος ̓Ανθρώπου, De Natura Hominis.
- 2. Περὶ Γονη̂ς, De Genitura.
- 3. Περὶ Φύσιος Παιδίου, De Natura Pueri.
- 4. Περὶ Διαίτης ̔Υγιεινη̂ς, De Salubri Victus Ratione.[2]
- 5. Περὶ Παθω̂ν, De Affectionibus.
- 6. Περὶ τω̂ν ̓Εντὸς Παθω̂ν, De Internis Affectionibus.

Climent d'Alexandria li atribueix:
- Περὶ ̓Οκταμήνον, De Octimestri Partu.

I Plutarc diu que va escriure:
- Περὶ ̔Επταμήνου, De Septimestri Partu.[3]